# معدن خزبة
معدن خزبة أحد مواقع التعدين الواقعة في إقليم اليمامة، والتي بلغت ذروة نشاطها في العصر العباسي. وقد ذكر صاحب (المناسك) أن خزبة إحدى منابر اليمامة (وسط السعودية)، وأن بها أميرًا ومنبرًا لبني عقيل مما يدل على أن هذا الموقع كان معمورًا ومأهولًا بالسكان حتى نهاية القرن الثالث هجري. 

## الوصف
هو معدن من معادن اليمامة٬ قال الأصفهاني: «خزبة معدن من أرض بني عقيل٬ من معادن اليمامة٬ وهي منها على مسيرةثماني ليال٬ وفيها مياه مالحة٬ وكانت جبالها إنما هي فضة٬ وكان الناس يعيشون فيها٬ فلما كثر بها أهل اليمامة وبغوا فيها٬ وسفكوا فيها الدماء٬ مسخت معادنها التي كان فيها الَّنيلُ الكثير».
ُ
قال الحازمي فيما رواه عنه ياقوت: «خزبة معدن لبني عبارة بن عقيل بين عمايتين والعقيق من ناحية اليمامة٬ وبها أمير ومنبر٬ ويقال فيه: الخزبان دو». ومما يتضح أن خزبة٬ وخزبات دو٬ تطلق على معدن واحد٬ بين عمايتين والعقيق٬ أي بين الحصاتين حصاة قحطان وبين العقيق عقيق بني عقيل ووادي الدواسر. وأقرب تحديد لهذه المعادن ينطبق على المكان المعروف الآن باسم شماس الجنوبي٬ وشماس الشمالي٬ المتجاورين٬ حيث تبرز آثار التعدين بشكل كبير في هذا الموقعين. ويرى المؤرخ حمد الجاسر أن موقعه يقع حاليًا ما بين محافظتي وادي الدواسر و القويعية. 

## توقف المنجم
استمر منجم أو معدن خزبة بالعمل حتى أواخر القرن الثالث الهجري و حتى بعد توقفه بقي مستوطنه معمورة بالسكان لفترة من الوقت. 